# Уитни Рийд
Уитни Рийд (на английски: Whitney Reed)  е американски тенисист.

## Биография
Уитни Рийд е роден на 9 януари 2015 г. в Окланд, Калифорния.

## Кариера
Уитни Рийд е класиран като аматьор номер 1 в Съединените щати през 1961 г. и е класиран в челната десетка на аматьорите в САЩ през 1957 г. (№ 8), 1959 (№ 9), 1960 (№ 8), и 1962 (№ 6).
През кариерата си има победи над Род Лейвър, Рой Емерсън, Нийл Фрейзър, Чък Маккинли, Франк Седжман, Мануел Сантана, Гарднър Мълой, Артър Ларсен и Алекс Олмедо. Всички тези играчи са въведени в Международната зала на славата на тениса.
Уитни Рийд печели шампионата на NCAA Intercollegiate на сингъл през 1959 г., докато е в държавния университет в Сан Хосе. През същата година печели титлата на сингъл и стига до финала на двойки в Синсинати Оупън. Губи финала от Лари Наглър за NCAA Tennis Singles Championship, през 1960 г.
През 1961 и 1963 г. печели титлите на сингъл на Канада Оупън. През 1967 г. и 1969 г. печели градския шампионат на Сан Франциско.
Уитни Рийд е включен три пъти в отбора на Съединените щати за Купа Дейвис, през 1958, 1961 и 1962 г.
Рийд е въведен в Залата на славата на Държавния университет в Сан Хосе, и USTA Северна Калифорния.